# 한수안
한수안(韓水安, 1926년 6월 18일~1998년 1월 4일)은 대한민국의 권투인이다. 1948년 하계 올림픽 플라이급 동메달을 획득하여 대한민국 최초의 올림픽 복싱 메달리스트가 되었다.

## 생애
현재의 천안시에 해당하는 충청남도 천원군 목천면 남하리에서 한순기(韓順基)와 임복희(林福嬉) 부부의 외아들로 태어났다. 4살때 가족들과 함께 경성부로 이사했으며, 아버지 한순기는 토목업에 종사하며 가족의 생계를 책임졌다. 한수안은 종묘 근처의 사립 학교인 계명학교에서 수학했다.
19세때인 1945년에 최경진의 소개로 권투 단체인 고려권투회에 들어가며 본격적으로 권투에 입문했으며, 고려권투회의 사범인 노병렬의 지도를 받았다. 입문 1년 만인 1946년에 전국 신인 권투 선수권 대회에서 우승을 하며 두각을 드러냈고, 성균관대학교 법학과에 진학했다. 이후 성균관대학교 권투부 소속으로 활동하며 1948년 4월에 올림픽 국가대표 선발전인 전조선 아마추어 복싱 선수권 대회에서 플라이급 우승을 차지하며 국가대표로 발탁되었다. 
이후 그 해 8월에 대한민국 선수단이 태극기를 들고 참가한 1948년 하계 올림픽에 참가하며 대한민국 국적 최초의 올림픽 참가 권투 선수 중 한 명이 되었다. 그는 플라이급에 출전했으며, 첫 상대인 오스트리아의 로베르트 가우스터러와 16강전 상대인 프랑스의 막심 코생을 판정승으로 꺾었다. 8강전에서 네덜란드의 아피 코르만을 상대로 KO승을 거뒀다. 그러나 코르만과의 경기에서 고막을 다쳤고 이로 인해 휴식을 취하다가 준결승 경기 시간이 앞당겨진 것을 몰라 혼선을 빚기도 했다. 이후 준결승전 상대인 이탈리아의 스파르타코 반디넬리에게 판정패를 당하며 결승 진출에는 실패했다. 이후 동메달 결정전에서 체코슬로바키아의 프란티셰크 마이들로흐를 판정승으로 꺾으며, 대한민국 최초의 올림픽 복싱 메달리스트가 되었다.
성균관대학교 졸업 후 해병대에 입대하여 부사관으로 복무했으며, 이 시기에 창설된 해병대 권투부 소속으로 활동했다. 해병대 복무 시절인 1952년에 다시 국가대표로 발탁되었고 핀란드 헬싱키에서 열린 1952년 하계 올림픽에 참가하였다. 첫 상대인 자를란트의 헬무트 호프만을 KO로 꺾은 한수안은 두번째 상대인 인도의 사키 마줌다르를 꺾으며, 8강에 진출했으나 남아프리카 연방의 윌리 토일에게 패하여 탈락했다.
은퇴 후 권투 지도자로 활동했고, 대한복싱협회 이사를 지냈다. 1998년에 고려대학교구로병원에서 향년 71세의 노환으로 사망하였다.

## 가족 관계
가족 관계는 5남 1녀 두고 있으며, 장남 창완(1946년~), 차남 창선(1951년~), 삼남 창학(1953년~), 4남 창덕(1955년~), 딸 지연(1958년~), 5남 창옥(1961년~) 등이 있다. 4남인 한창덕은 대한민국 주니어 복싱 국가대표로 활동했다.

## 수상

### 수훈
- 국민훈장 목련장(1970년 8월 15일)